# Dossier Farewell
El dossier Farewell fue la colección de documentos que el coronel Vladimir Vetrov, un defector del KGB (nombre en código Farewell, «adiós» en inglés), reunió y le dio a la Direction de la surveillance du territoire (DST, «Dirección de vigilancia territorial») en 1981-82, durante la Guerra Fría.
Vetrov fue un ingeniero al que se le había asignado evaluar la información sobre el hardware y el software de la OTAN reunidos por la operación de inteligencia técnica «Línea X» para la Dirección T, la Dirección de la Unión Soviética para la recolección de inteligencia científica y técnica de Occidente. Se volvió cada vez más desilusionado con el sistema soviético y decidió trabajar con los franceses a fines de la década de 1970. Entre principios de 1981 y principios de 1982, Vetrov dio casi 4000 documentos secretos a la DST, incluida la lista completa de 250 oficiales de la Línea X estacionados bajo cobertura legal en embajadas en todo el mundo.
Como consecuencia, las naciones occidentales emprendieron una expulsión masiva de espías de tecnología soviética. La Agencia Central de Inteligencia (CIA) también montó una operación de contrainteligencia que transfirió los diseños de hardware y software modificados a los soviéticos. Thomas C. Reed alegó que esta fue la causa de un desastre de tuberías transiberianas en 1982, sin embargo, esta afirmación ha sido desafiada.
La historia de Vetrov inspiró el libro de 1997 Bonjour Farewell: La vérité sur la taupe française du KGB por Serguei Kostine. Fue adaptado en la película francesa L'Affaire Farewell (2009) protagonizada por Emir Kusturica y Guillaume Canet.

## Antecedentes
Vetrov fue un ingeniero que a sus 53 años fue asignado para evaluar la inteligencia en el hardware y el software capitalista recopilados por espías («Línea X») para la Dirección T. Se desilusionó, y a fines de 1980 ofreció sus servicios a Francia por razones ideológicas. La inteligencia francesa le dio el nombre en código Farewell («adiós» o «despedida» en inglés), una palabra inglesa para que el KGB asumiera que trabajaba para la CIA si se enteraban del nombre en código.
Entre a principios de 1981 y principios de 1982, Farewell proporcionó a la Direction de la surveillance du territoire (DST) con unos cuatro mil documentos secretos, incluida una lista de organizaciones soviéticas en la recopilación científica y los informes de resumen de la Dirección T sobre los objetivos, los logros y los objetivos incumplidos del programa. Reveló los nombres de más de 200 oficiales de la Línea X estacionados en 10 residencias del KGB en el oeste, junto con más de 100 clientes potenciales a las reclutamientos de la Línea X.
En una reunión privada el 19 de julio de 1981, en la Cumbre de Ottawa del G7, el presidente de Francia, François Mitterrand, hizo al presidente de los Estados Unidos, Ronald Reagan, consciente de Farewell y ofreció la inteligencia a los Estados Unidos.
William Safire dijo que Mitterrand describió al hombre que pertenecía a una sección que estaba evaluando los logros de los esfuerzos soviéticos para adquirir tecnología de la OTAN. Reagan expresó su gran interés en las revelaciones de Mitterrand y le agradeció el envío del material al Gobierno de los Estados Unidos. Fue pasado a través del vicepresidente George H. W. Bush y luego a William Casey, el Director de la Inteligencia Central. Casey llamó a Gus W. Weiss, luego trabajando con Thomas C. Reed sobre el personal del Consejo de Seguridad Nacional. Después de estudiar la lista de cientos de agentes y compradores soviéticos (incluido un cosmonauta) asignado a esta penetración en los EE. UU. y Japón, Weiss habría aconsejado contra la deportación.
El expediente, bajo el nombre de Farewell, llegó a la CIA en agosto de 1981. Demostró que los soviéticos habían pasado años cumpliendo su espionaje de actividades de investigación y desarrollo.

## Respuestas

### Respuesta de la CIA
Mientras Vetrov fue reclutado por los franceses, la contrarreacción occidental vino de los Estados Unidos.
Safire estaba escribiendo una serie de columnas de línea dura denunciando el respaldo financiero que se le daba a Moscú por parte de Alemania y Gran Bretaña para la tubería transiberiana, un gasoducto de gas natural importante de Siberia a Europa. Ese proyecto daría el control de los suministros de energía europeos a los comunistas, así como generar US $ 8 mil millones al año para apoyar la investigación de computadoras y satélites soviéticos.

Deficiencias de inteligencia, como vemos, tienen mil padres; los triunfos de inteligencia secreta son huérfanos. Aquí está la historia nominal del «dossier Farewell»: cómo una campaña de saboteo de la CIA que resulta en una gran explosión en Siberia, todo diseñado por un economista de carácter leve llamado Gus Weiss, nos ayudó a ganar la Guerra Fría. En circunstancias normales, el éxito tiene mil padres y un fracaso es un huérfano; en el mundo de la reunión de información de inteligencia, nada podría ser más lejos de la verdad. Weiss trabajó en el mismo pasillo que yo [Safire] en la administración de Nixon. A principios de 1974, escribió un informe sobre los avances soviéticos en la tecnología a través de la compra y la copia de la que llevó al presidente asediado, a pesar del deténte, para poner restricciones a la exportación de computadoras y software a la URSS.

La CIA montó una operación de contra-inteligencia que transfirió hardware y software modificado con los soviéticos. Instigaron una operación de desinformación y transferencia de tecnología defectuosa.
La información de Vetrov también condujo al arresto en Nueva York del espía Dieter Gerhardt, un oficial naval sudafricano que había estado pasando secretos a los soviéticos durante 20 años. Su manejador, Vitaly Shlykov, fue arrestado y posteriormente encarcelado en Suiza mientras intentaba reunirse con la esposa de Gerhardt, Rut, que estaba actuando como su mensajera.

### Respuesta de contrainteligencia
Según Reed, otro resultado fue que los Estados Unidos y sus aliados de la OTAN más tarde «enrollaban la red completa de la Línea X, tanto en los Estados Unidos como en el extranjero». Weiss dijo: «El corazón de la colección de tecnología soviética se derrumbó y no se recuperaría».

## Descubrimiento
Eventualmente, la deserción de Vetrov condujo a su muerte. «Vetrov cayó en un episodio trágico con una mujer y un compañero oficial del KGB en un parque de Moscú. En circunstancias que no están claras, apuñaló y mató al oficial y luego apuñaló, pero no mató, a la mujer. Fue arrestado, y, en la investigación posterior, se descubrieron sus actividades de espionaje; finalmente fue ejecutado en 1985. La CIA tuvo suficiente inteligencia para instituir contramedidas protectoras».
Para 1985, Mitterrand llegó a sospechar que Vetrov había sido plantado por CIA para probarlo después de su elección en 1981 para ver si el material se entregaría a los estadounidenses o guardado por los franceses. Actuando sobre esta creencia errónea, Mitterrand despidió al jefe del servicio francés, Yves Bonnet. Los detalles de la operación fueron desclasificados en 1996.